# Csatai Zsófia
Marosfy Sándorné Csatai Zsófia, Korizmics Zsófia Hedvig Eugénia Györgyi (Csata, Bars vármegye, 1853. október 21. – Budapest, Józsefváros, 1900. december 3.) színésznő, Csatay Janka édesanyja.

## Életútja
Korizmics István és Adeler Zsófia leányaként született. 1878. október 1-én került a Népszínház énekkarába, ahol a Cornevillei harangokban már énekelt. Első szerepét 1879. december 19-én kapta a Grant kapitány gyermekeiben, James-t. Kis szerep volt, mindössze egy imádságot kellett elmondania; csakhamar felfedezték igazi talentumát, kiváló komikai tehetségét és így jutott nagyobb lélegzetű szerepekhez. 1882. október 15-én vidékre szerződött, Károlyi Lajoshoz, Szatmáron és Nagybányán játszott. Két évi távollét után, 1884. december havában azonban újra visszatért a Népszínházhoz, ahol utolsó fellépte 1900. június 22-én volt a Kadettkisasszony című operett Happy szerepében. A színház aprajának-nagyjának Zsófi nénije volt és ez a melegszívű, kedélyes asszony szeretettel intézte el mindenkinek ügyes-bajos dolgait. Elhunyt 1900. december 3-án, örök nyugalomra helyezték december 5-én délután a Kerepesi úti temetőben a római katolikus egyház szertartása szerint. Koporsója fölött Porzsolt Kálmán, Vidor Pál és Fodor Oszkár mondott búcsúztatót. Férje, fehéregyházi Marosfy Sándor 1912. április 12-én hunyt el Budapesten 69. évében.

## Fontosabb szerepei
- Szkirina (Sztojanovits J.: Peking rózsája)
- Katisah (Arthur Sullivan – William Schwenck Gilbert: Mikádó)
- Adelaida (Carl Zeller: Madarász)
- Eszter (Lukácsy S.: Árva Zsuzska)
- Aurelie (Barnes: Toto és Tata)